# Новая Мэгура
Новая Мэгура (рум. Măgura Nouă, Мэгура-Ноуэ) — село в Фалештском районе Молдавии. Наряду с сёлами Петросу и Мэгура входит в состав коммуны Петросу.

## География
Село расположено на высоте 125 метров над уровнем моря.

## Население
По данным переписи населения 2004 года, в селе Мэгура-Ноуэ проживает 140 человек (63 мужчины, 77 женщин).
Этнический состав села:
| Национальность | Число жителей | Процентный состав |
| -------------- | ------------- | ----------------- |
| молдаване      | 135           | 96.43             |
| русские        | 4             | 2.86              |
| румыны         | 1             | 0.71              |
| Всего          | 140           | 100%              |